# Gaspare Bertoni
Gaspare Luigi Bertoni (Verona, 9 ottobre 1777 – Verona, 12 giugno 1853) è stato un religioso italiano, fondatore della Congregazione delle Sacre Stimmate di Nostro Signore Gesù Cristo (Stimmatini); è venerato come santo dalla Chiesa cattolica.

## Biografia
Gaspare Bertoni nacque il 9 ottobre 1777 dal notaio Francesco e da Brunora Ravelli. Venne battezzato nella parrocchia di San Paolo Campo Marzo dal prozio Giacomo. La sua gioventù fu segnata dalla morte della sorella Matilde nel 1786 e dalla separazione dei genitori.
Dopo il suo ingresso in seminario nel 1795, assistette nel 1797 all'invasione della città di Verona da parte di Napoleone Bonaparte e ai continui scontri tra Francesi ed Austriaci, che portarono alla divisione della città in due parti.
Ancora prima di essere ordinato sacerdote il 20 settembre 1800, Gaspare si dedicò all'assistenza dei malati e dei feriti nella Evangelica Fratellanza degli Spedalieri.
Negli anni successivi, dopo essere stato incaricato dal parroco di dedicarsi ai giovani e aver fondato un oratorio, fu scelto nel 1808 per la direzione spirituale della nuova Congregazione delle Figlie della Carità, fondata da Santa Maddalena di Canossa, e nel 1810 venne incaricato dal Vescovo della direzione spirituale dei chierici del Seminario.
Nel 1816 aprì una scuola per la formazione di sacerdoti, presso un palazzo ricevuto con donazione, "le Stimati", e vi fondò l'istituto religioso "Missionari Apostolici in aiuto dei Vescovi", poi chiamati "Stimmatini". Tale congregazione, ideata per essere in stretta collaborazione con i vescovi, prendeva spunto dall'espressione di Gaspare Bertoni «Euntes, docete in diocesi et mundo» («Andate e predicate nella diocesi e nel mondo»), tratta a sua volta dalle parole di Gesù Cristo riportate nel vangelo di Matteo: «Andate e predicate» (Matteo 28,19).
Dopo la caduta di Napoleone, il 20 dicembre 1817 venne nominato "missionario apostolico" da papa Pio VII.
Nonostante una grave malattia, continuò a lavorare fino alla morte, benché per molti anni, perlomeno dal 1843, fosse praticamente a letto per l'impossibilità di stare in piedi; riceveva infatti i confratelli e ogni genere di persone bisognose dei suoi consigli spirituali, e veniva regolarmente consultato dal vescovo di Verona per ogni genere di problema dottrinale e disciplinare, per un giudizio su libri da permettere o no, su iniziative ecclesiastiche da promuovere o da interrompere. Le grandi sofferenze della malattia e del decubito furono da lui accettate con eccezionale spirito ascetico.
Morì il 12 giugno 1853, in fama di santità.
Scrissero sue biografie don Gaetano Giacobbe, padre Giuseppe Stofella, padre Nello Dalle Vedove.
Il suo corpo è conservato presso un'urna in vetro situata in un altare laterale della chiesa delle Stimmate a Verona. Un monumento onorifico si trova nel cimitero monumentale di Verona.

## Culto

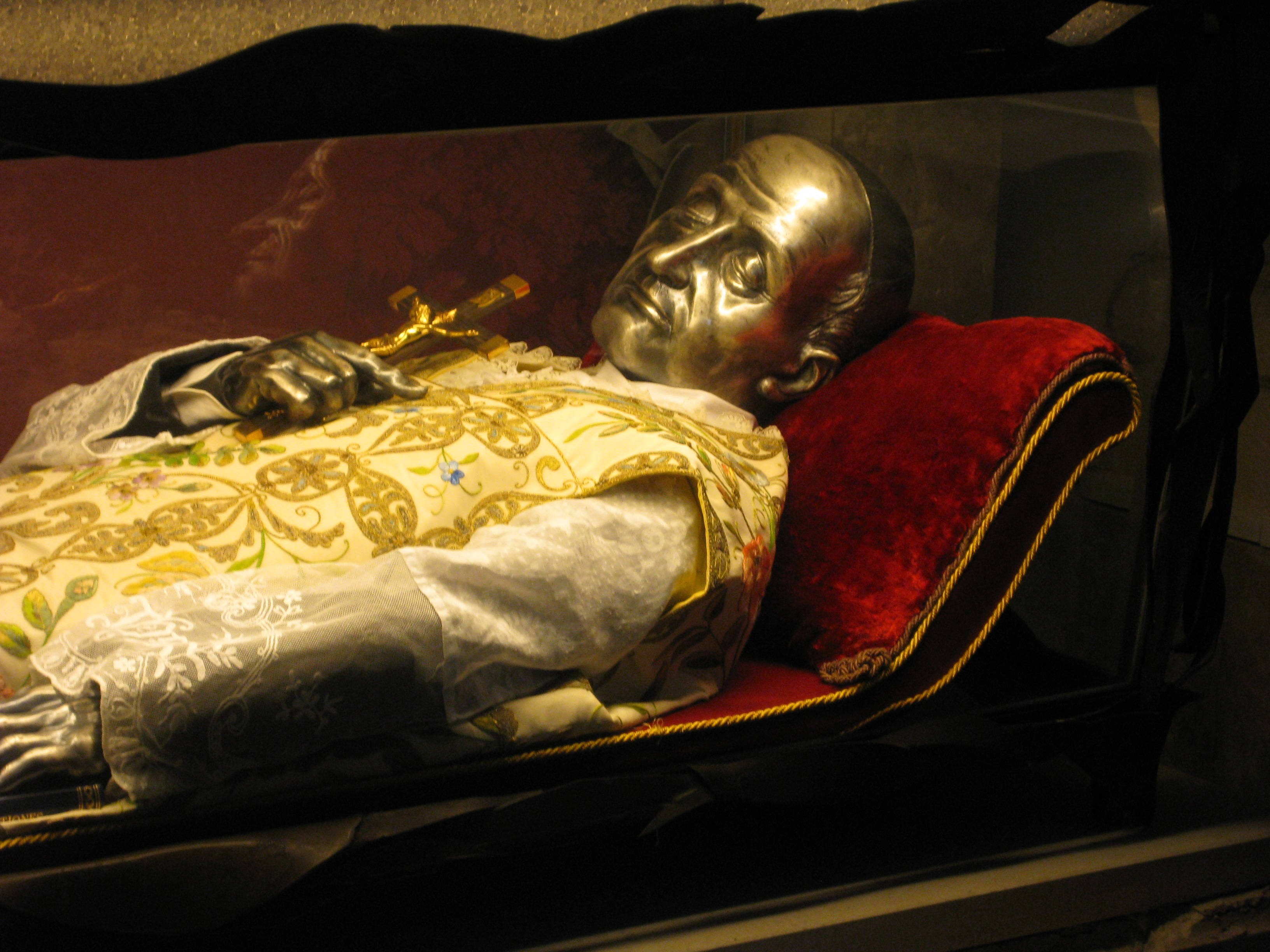
Il corpo di Gaspare Bertoni conservato nella Chiesa delle Stimmate a Verona

Il 1º novembre 1975 fu proclamato beato dal Papa Paolo VI, che di lui disse:
(Omelia di papa Paolo VI nella messa di Beatificazione di San Gaspare Bertoni)
Il 1º novembre 1989 fu proclamato santo dal Papa Giovanni Paolo II, spiegando che:
(Omelia di papa Giovanni Paolo II nella messa di Canonizzazione di Gaspare Bertoni e Riccardo Pampuri)